# Округ Аптон (Тексас)
Округ Аптон (енгл. Upton County) је округ у америчкој савезној држави Тексас. По попису из 2010. године број становника је 3.355.

## Демографија
Према попису становништва из 2010. у округу је живело 3.355 становника, што је 49 (1,4%) становника мање него 2000. године.
| Група             | 2000.         | 2010.         |
| Белци             | 1.854 (54,5%) | 1.611 (48,0%) |
| Афроамериканци    | 55 (1,6%)     | 63 (1,9%)     |
| Азијати           | 1 (0,0%)      | 0 (0,0%)      |
| Хиспаноамериканци | 1.449 (42,6%) | 1.644 (49,0%) |
| Укупно            | 3.404         | 3.355         |